# Порудоминский, Владимир Ильич
Влади́мир Ильи́ч Порудоми́нский (род. 19 июля 1928, Москва, СССР) — русский писатель

, литературовед, историк культуры.

## Биография
Сын уролога, доктора медицинских наук Ильи Мироновича Порудоминского. 
Признанный автор биографического жанра, в котором работает более полувека. Писал о Пушкине, Гоголе, Владимире Дале, Льве Толстом, Тургеневе, Гаршине, Чехове, Пирогове, Брюллове, Николае Ге, Крамском, Ярошенко, других выдающихся деятелях литературы, искусства, науки. Его книги выходили в различных издательствах, в сериях «Жизнь замечательных людей», «Жизнь в искусстве». «Писатели о писателях».
Широко известны книги Владимира Порудоминского о русском искусстве, написанные для детей: «Первая Третьяковка», «Счастливые встречи», «Моя первая Третьяковка».
Владимир Порудоминский — составитель и комментатор изданий русских писателей-классиков. Он разрабатывал издания нового типа, когда сочинения, собранные в книге, сопровождаются текстом составителя, в котором рассказывается о жизни и творчестве писателя, истории создания помещенных в томе произведений. Так возникли книги «Болдинская осень» (в соавторстве с Натаном Эйдельманом), «К нам едет Ревизор», «Счастье, которое меня ожидает» (молодой Толстой), «Круг жизни» (В. И. Даль).
Успешно сотрудничал на радио: автор многих радиопостановок.
В последние годы, не отказываясь от прежних интересов, работает больше над произведениями на современную тему. В российской и зарубежной печати публикуются его рассказы, повести, мемориальные повествования. Избранные сочинения в шести книгах увидели свет в петербургском издательстве «Алетейя».
Владимир Порудоминский подготовил к печати чудом уцелевшие записки, которые велись в Виленском гетто (их автор, Григорий Шур, Холокоста не пережил): книга, названная «Евреи в Вильно» переведена на шесть языков.
Владимир Порудоминский был в числе основателей уникального Музея одной картины в Пензе («единственный в России и мире музей такого типа», свидетельствует справочник) и на протяжении многих лет его единственным сценаристом.
Жена - Надежда Васильевна Колосова
В начале 1990-х годов Владимир Порудоминский эмигрировал в Германию, с 1994 года живёт в Кёльне.

## Сочинения

### Проза
- Рассказы о красных машинах. М., Детский мир, 1961.
- Гаршин. — М. : Молодая гвардия, 1962. — 304 с. — (ЖЗЛ; Вып. 316).
- Быстрее, лучше, мягче. М., Детский мир, 1963.
- Удивительный транспорт. М., Малыш, 1964.
- Пирогов. — М.: Молодая гвардия, 1965. — 304 с. — (ЖЗЛ; Вып. 399). (в пер.)
- Булатов М. А., Порудоминский В. И. Собирал человек слова...: Повесть о В. И. Дале / Рисунки М. Борисовой-Мусатовой. — М.: Детская литература, 1966. — 224, [2] с. (в пер.)
- Пирогов. — М., Молодая гвардия, 1969. — 272 с. — (ЖЗЛ. Вып. 399. изд. 2-е, доп.).
- Булатов М. А., Порудоминский В. И. Собирал человек слова…: Повесть о В. И. Дале / Рисунки М. Борисовой-Мусатовой. — М.: Детская литература, 1969. — 224, [2] с.
- А рассказать тебе сказку?: Повесть о жизни и трудах сказочника А. Н. Афанасьева. М., Детская литература, 1970.
- Николай Ге. М., Искусство, 1970 (Жизнь в искусстве).
- Даль. — М. : Молодая гвардия, 1971. — 381 с. — (ЖЗЛ; Вып. 505 (17)).
- И. Н. Крамской. М., Искусство, 1974 (Жизнь в искусстве).
- Откровение Ивана Голикова. — М.: Советский художник, 1977. — 152 с. — (Рассказы о художниках). (Первая книга серии)
- Первая Третьяковка: Рассказы. М., Детская литература, 1979 (Библиотечная серия).
- Брюллов. — М. : Молодая гвардия, 1979. — 350 с. — (ЖЗЛ; Вып. 594).
- Про Владимира Ивановича Даля и его словарь: Рассказы. М., Детск.ая литература, 1979.
- Николай Ярошенко. М., Искусство, 1979 (Жизнь в искусстве).
- Повесть о Толковом словаре. М., Книга, 1981 (Судьбы книг).
- Вся жизнь моя — гроза!: Повесть про поэта Полежаева и про его время. М., Детская литература, 1981.
- Жизнь ты с целью мне дана!: Пирогов: Очерк. М., Молодая гвардия, 1981 (Пионер — значит первый).
- Друг бесценный, или Восемь дней на пути в Сибирь: Повесть про декабриста Ивана Пущина. М., Детская литература, 1984.
- Бурлаки на Волге. М., Малыш, 1985.
- Жизнь и слово: Даль. М., Молодая гвардия, 1985.
- Грустный солдат или Жизнь Всеволода Гаршина. М., Книга, 1986, 1987.
- Половина жизни моей. М., Детская литература, 1987.
- Солнечная высота. М., Малыш, 1987.
- Ласточки над снежным полем. М., Детская литература, 1989.
- Счастливые встречи. М., Малыш, 1989.
- Цвета Толстого. Кёльн, 1997.
- Планк, сын Планка. М., 2001.
- Врубель. М., 2003.
- Евреи в Вильно. Записки из Виленского гетто. Амстердам. 1997, Вильнюс. 1997, Мюнхен.1999, СПб, 2000, Флоренция, 2002, Тель-Авив, 2002.
- Пробуждение во сне. Санкт-Петербург, Алетейя 2004.
- Лев Толстой в пространстве медицины. / под ред. А. М. Вейна — М.: Эйдос Медиа, 2004.
- Одинокая птица не кровле. — СПб.: Алетейя, 2009. — 320 с. — (Русское зарубежье. Коллекция поэзии и прозы). — ISBN 978-5-91419-223-2.
- Уходящая натура. — СПб.: Алетейя, 2009. — 318 с. — (Русское зарубежье. Коллекция поэзии и прозы). — ISBN 978-5-91419-425-0.
- Избранные сочинения. В шести книгах. СПб. 2011—2013: Страсти по Великому Карлу, или Жизнь Карла Брюллова. Грустный солдат, или Жизнь Всеволода Гаршина. Если буду жив, или Лев Толстой в пространстве медицины. Выбираясь из непостижимости, или Когда же я начался? Часовые любви, или Странные лики надежды. Похороны бабушки, или Близимся к началу.
- Трапезы теней. СПб. 2014.
- Поверх написанного (трапезы теней). — СПб.: Алетейя, 2018. — 352 с. — (Русское зарубежье. Коллекция поэзии и прозы). — ISBN 978-5-906823-52-6.
- Булатов М. А., Порудоминский В. И. Собирал человек слова… Повесть о В. И. Дале. Рисунки Г. Бедарева. — М.: Издательский Дом Мещерякова, 2018. — 216 с. — (Пифагоровы штаны). — ISBN 978-5-00-108231-6.